# Myzostoma fissum
Myzostoma fissum is een ringworm uit de familie Myzostomatidae.
Myzostoma fissum werd in 1884 voor het eerst wetenschappelijk beschreven door Graff.